# Ramakrishna

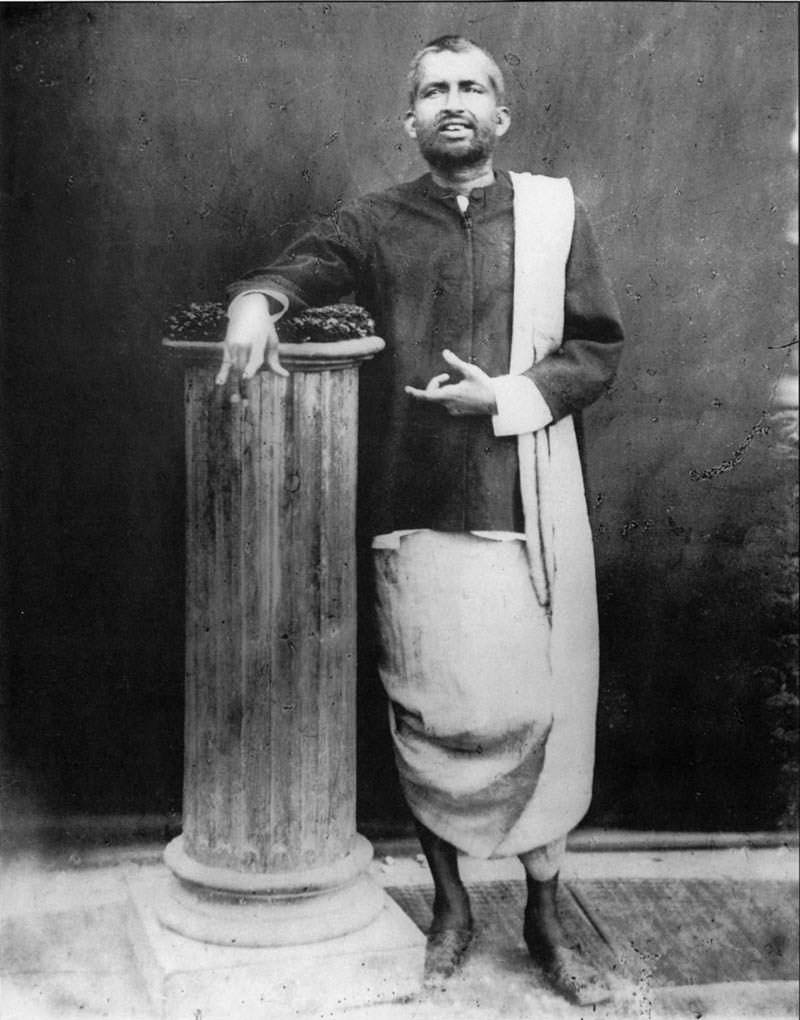
Ramakrishna

Sri Ramakrishna, geboren in West Bengalen als Gadadhar Chattopadhyaya (Kamarpukur, 18 februari 1836 - Calcutta, 16 augustus 1886), wordt beschouwd als de grootste Hindu mysticus van de 19e eeuw. Zijn leven is een lichtend voorbeeld van Godrealisatie.
Volgens Ramakrishna is Godrealisatie het doel van het menselijk leven. Als eerste predikte hij dat daartoe niemand zich tot een andere religie hoeft te bekeren, maar dat elke religie, mits oprecht gevolgd, tot God leidt.
Zijn voornaamste en bekendste monnik-discipel was swami Vivekananda (Calcutta, 12 januari 1863 - Howrah, 4 juli 1902).
Ramakrishna's boodschap wordt, behalve in India, wereldwijd verspreid middels een aantal (Ramakrishna-Vivekananda) Vedanta Centra, met name in de Verenigde Staten en in Europa.